# Tottenham Hotspur Football Club 2011-2012
Questa voce raccoglie le informazioni riguardanti il Tottenham Hotspur Football Club nelle competizioni ufficiali della stagione 2011-2012.

## Stagione

### Premier League

#### Girone di andata
La stagione in Premier League, dopo la sospensione della prima partita del club per disordini a Londra, comincia invece con le partite contro i due club di Manchester, United e City, subendo tre gol dai Red Devils e cinque (mettendone a segno uno) dai Citizens. La squadra in seguito ottiene quattro vittorie consecutive contro Wolverhampton (2-0), Liverpool (4-0), Wigan (2-1), Arsenal (2-1), un pareggio contro il Newcastle (2-2) e due vittorie a Blackburn (2-1) e con i Queens Park Rangers (3-1). Il filotto si ferma a sei vittorie consecutive, fino all'11 dicembre con la sconfitta per 2-1 in casa dello Stoke City. Gli uomini di Redknapp rimangono imbattuti fino alla fine del girone d'andata e restano stabilmente al terzo posto, a soli tre punti dalle due squadre di Manchester.

#### Girone di ritorno

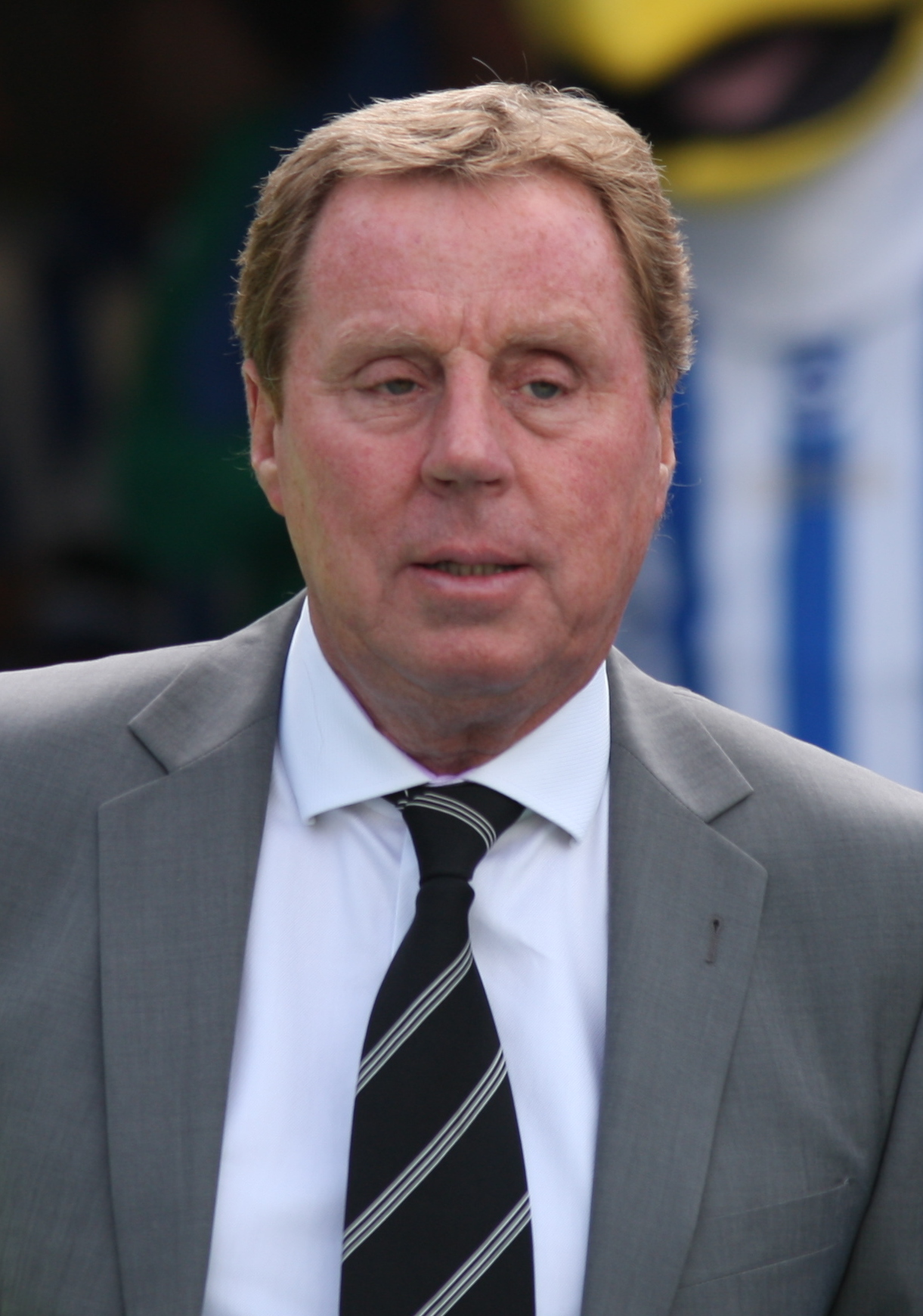
Harry Redknapp, alla sua ultima delle quattro stagioni sulla panchina del Tottenham

L'11 gennaio 2012 il Tottenham si aggiudica per 2-0 il recupero della prima giornata contro l'Everton, prima di impattare 1-1 tre giorni dopo contro il Wolverhampton. Il 22 gennaio vengono sconfitti 3-2 nello scontro al vertice all'Etihad dal Manchester City, con gol decisivo su rigore di Balotelli nei minuti di recupero. Archiviato il sogno scudetto, ormai appannaggio esclusivo di City e United, la squadra torna al successo il 31 gennaio con un 3-1 casalingo sul Wigan, cui segue uno 0-0 ad Anfield contro il Liverpool e una vittoria rotonda per 5-0 sul Newcastle. Il 26 febbraio, la sconfitta per 5-2 nel derby londinese contro l'Arsenal apre un mese di marzo privo di vittorie (spicca la sconfitta casalinga per 1-3 contro lo United). Gli Spurs riottengono i 3 punti il 1º aprile contro lo Swansea, ma il pareggio successivo a reti involate contro il Sunderland favorisce il sorpasso dei rivali dell'Arsenal al terzo posto, ultima posizione utile all'accesso diretto in Champions. Le due sconfitte che seguono contro i non irresistibili Norwich e QPR allontanano gli Spurs dal podio, anche se i 10 punti conquistati nelle ultime quattro giornate permettono comunque alla squadra di difendere il quarto posto dalle mire del Newcastle. Nonostante la quarta posizione, il Tottenham perde tuttavia l'accesso ai preliminari della massima competizione europea, dato che il Chelsea, giunto sesto in Premier ma trionfatore in Champions League, si garantisce il diritto di difendere il titolo.

### FA Cup
Il cammino del Tottenham in Coppa d'Inghilterra inizia il 7 gennaio 2012 con la vittoria casalinga per 3-0 sul Cheltenham, compagine di quarta serie. Venti giorni dopo affronta al quarto turno il club di Championship del Watford, superandolo di misura grazie ad una rete di van der Vaart. Il 18 febbraio, agli ottavi, gli Spurs vengono bloccati in casa dello Stevenage (terza divisione inglese) per 0-0, per poi sconfiggerlo 3-1 nel replay del 7 marzo successivo tra le mura amiche. Ai quarti di finale del 17 marzo ospitano a White Hart Lane il Bolton. L'incontro viene sospeso sul punteggio di 1-1 al minuto 41 a causa di un arresto cardiaco occorso al giocatore del Bolton Fabrice Muamba. Il match viene ripreso dieci giorni dopo e vede trionfare il Tottenham per 3-1. La squadra di Redknapp viene poi eliminata il 15 aprile in semifinale, perdendo 5-1 a Wembley contro il Chelsea futuro campione.

### Carling Cup
All'esordio al terzo turno di Carling Cup, gli Spurs escono subito a causa di una sconfitta rimediata ai rigori contro lo Stoke City. 

### Europa League
Nello scorso campionato gli Spurs non riescono a centrare nuovamente la qualificazione in Champions League e devono accontentarsi dell'Europa League, partendo da un facile terzo turno preliminare contro gli scozzesi dell'Heart of Midlothian (un 5-0 all'andata seguito da un pareggio a reti inviolate al ritorno) e approdando così alla fase a gironi nel gruppo A con PAOK, Shamrock Rovers e Rubin Kazan. Il 15 settembre 2011 pareggia 0-0 a Salonicco contro il PAOK, prima di vincere in casa contro Shamrock Rovers e Rubin Kazan. Il 3 novembre subisce la prima sconfitta in campo europeo a Kazan' contro il Rubin. Il 30 novembre gli Spurs cadono a White Hart Lane per 1-2 contro il PAOK, compromettendo la qualificazione ai sedicesimi di finale. All'ultima giornata infatti, il pareggio tra greci e russi condanna gli inglesi alla terza posizione nel girone, rendendo inutile la loro contemporanea vittoria per 4-0 a Dublino contro la cenerentola Shamrock.

## Maglie e sponsor
Lo sponsor tecnico per la stagione 2011-2012 è Puma, mentre lo sponsor ufficiale è Mansion.
| Casa | Trasferta | Terza Divisa |

## Rosa[1]
| N. |                        | Ruolo | Calciatore           |
| -- | ---------------------- | ----- | -------------------- |
| 1  | Brasile (bandiera)     | P     | Heurelho Gomes       |
| 3  | Galles (bandiera)      | C     | Gareth Bale          |
| 4  | Francia (bandiera)     | D     | Younes Kaboul        |
| 6  | Inghilterra (bandiera) | C     | Tom Huddlestone      |
| 7  | Inghilterra (bandiera) | C     | Aaron Lennon         |
| 8  | Inghilterra (bandiera) | C     | Scott Parker         |
| 9  | Russia (bandiera)      | A     | Roman Pavlyuchenko   |
| 10 | Togo (bandiera)        | A     | Emmanuel Adebayor    |
| 11 | Paesi Bassi (bandiera) | C     | Rafael van der Vaart |
| 13 | Francia (bandiera)     | D     | William Gallas       |
| 14 | Croazia (bandiera)     | C     | Luka Modrić          |
| 15 | Francia (bandiera)     | A     | Louis Saha           |
| 15 | Inghilterra (bandiera) | A     | Peter Crouch         |
| 17 | Messico (bandiera)     | A     | Giovani Dos Santos   |
| 18 | Inghilterra (bandiera) | A     | Jermain Defoe        |
| 19 | Camerun (bandiera)     | D     | Sébastien Bassong    |
| 20 | Inghilterra (bandiera) | D     | Michael Dawson       |

| N. |                          | Ruolo | Calciatore          |
| -- | ------------------------ | ----- | ------------------- |
| 21 | Croazia (bandiera)       | C     | Niko Kranjčar       |
| 22 | Croazia (bandiera)       | D     | Vedran Ćorluka      |
| 23 | Italia (bandiera)        | P     | Carlo Cudicini      |
| 24 | Stati Uniti (bandiera)   | P     | Brad Friedel        |
| 25 | Inghilterra (bandiera)   | C     | Danny Rose          |
| 26 | Inghilterra (bandiera)   | D     | Ledley King         |
| 28 | Inghilterra (bandiera)   | D     | Kyle Walker         |
| 29 | Inghilterra (bandiera)   | C     | Jake Livermore      |
| 30 | Brasile (bandiera)       | C     | Sandro              |
| 31 | Inghilterra (bandiera)   | C     | Andros Townsend     |
| 32 | Camerun (bandiera)       | D     | Benoît Assou-Ekotto |
| 33 | Nuova Zelanda (bandiera) | D     | Ryan Nelsen         |
| 34 | Spagna (bandiera)        | C     | Iago Falqué         |
| 36 | Sudafrica (bandiera)     | D     | Bongani Khumalo     |
| 37 | Inghilterra (bandiera)   | A     | Harry Kane          |
| 40 | Sudafrica (bandiera)     | C     | Steven Pienaar      |

## Calciomercato

### Sessione estiva(dall'1/7 al 31/8)
La sessione estiva di calciomercato degli Spurs è scandita dagli arrivi del quarantenne portiere dell'Aston Villa Brad Friedel a parametro zero, del centrocampista del West Ham Scott Parker per 5 milioni e mezzo di euro e dell'attaccante togolese Emmanuel Adebayor in prestito oneroso a 2 milioni dal Manchester City, ma anche dall'arrivo di alcuni giovani come Cristian Ceballos e Souleymane Coulibaly definitivamente e Iago Falqué in prestito, rispettivamente dalle formazioni primavera di Barcellona, Siena e Juventus. Si registrano inoltre le partenze di alcuni giocatori titolari nelle precedenti stagioni come il difensore Alan Hutton, partito per l'Aston Villa a 4 milioni e mezzo, i centrocampisti Jamie O'Hara, ceduto ai Wolves a 4 milioni, e Wilson Palacios, giunto a Stoke-on-Trent per 9 milioni assieme al compagno attaccante Peter Crouch, acquistato invece per poco più di 11 milioni di euro, e Robbie Keane, partito verso gli americani del Los Angeles Galaxy a una cifra vicina ai 4 milioni di euro.
| Acquisti | Acquisti             | Acquisti         | Acquisti      |
| R.       | Nome                 | da               | Modalità      |
| -------- | -------------------- | ---------------- | ------------- |
| P        | Brad Friedel         | Aston Villa      | svincolato    |
| C        | Giovani dos Santos   | Racing Santander | fine prestito |
| C        | Iago Falqué          | Juventus         | prestito      |
| C        | Scott Parker         | West Ham Utd     | definitivo    |
| A        | Emmanuel Adebayor    | Manchester City  | prestito      |
| A        | Cristian Ceballos    | Barcellona       | svincolato    |
| A        | Souleymane Coulibaly | Siena            | definitivo    |

| Cessioni | Cessioni          | Cessioni       | Cessioni   |
| R.       | Nome              | a              | Modalità   |
| -------- | ----------------- | -------------- | ---------- |
| P        | Oscar Jansson     | Bradford City  | prestito   |
| P        | Mirko Ranieri     | Esperia        | prestito   |
| P        | David Button      | Leyton Orient  | prestito   |
| D        | Jonathan Woodgate | Stoke City     | svincolato |
| D        | Steven Caulker    | Swansea City   | prestito   |
| D        | Nathan Byrne      | Bournemouth    | prestito   |
| D        | Kyle Naughton     | Norwich City   | prestito   |
| D        | Bongani Khumalo   | Reading        | prestito   |
| D        | Adam James Smith  | MK Dons        | prestito   |
| D        | Alan Hutton       | Aston Villa    | definitivo |
| C        | Jamie O'Hara      | Wolverhampton  | definitivo |
| C        | Paul-Jose M'Poku  | Standard Liegi | definitivo |
| C        | Callum Tapping    | Hearts         | definitivo |
| C        | David Bentley     | West Ham Utd   | prestito   |
| C        | Jermaine Jenas    | Aston Villa    | prestito   |
| C        | Wilson Palacios   | Stoke City     | definitivo |
| A        | Peter Crouch      | Stoke City     | definitivo |
| A        | Robbie Keane      | LA Galaxy      | definitivo |
| A        | Jonathan Obika    | Yeovil Town    | prestito   |
| A        | Ryan Mason        | Doncaster      | prestito   |
| A        | Kudus Oyenuga     | Bury           | prestito   |

### Operazioni successive alla chiusura della sessione estiva
| Acquisti | Acquisti      | Acquisti      | Acquisti      |
| R.       | Nome          | da            | Modalità      |
| -------- | ------------- | ------------- | ------------- |
| C        | David Bentley | West Ham Utd  | fine prestito |
| P        | Ben Alnwick   | Leyton Orient | fine prestito |
| C        | Ryan Mason    | Doncaster     | fine prestito |

### Sessione invernale(dall'1/1 al 31/1)
| Acquisti | Acquisti         | Acquisti       | Acquisti                 |
| R.       | Nome             | da             | Modalità                 |
| -------- | ---------------- | -------------- | ------------------------ |
| A        | Iago Falque      | Juventus       | definitivo (1 milione €) |
| A        | Louis Saha       | Everton        | definitivo               |
| D        | Ryan Nelsen      | Blackburn      | definitivo               |
| D        | Bongani Khumalo  | Reading        | fine prestito            |
| A        | Andros Townsend  | Leeds Utd      | fine prestito            |
| D        | Adam James Smith | MK Dons        | fine prestito            |
| P        | David Button     | Leyton Orient  | fine prestito            |
| A        | Simon Dawkins    | San José       | fine prestito            |
| C        | John Bostock     | Sheffield Weds | fine prestito            |

| Cessioni | Cessioni           | Cessioni         | Cessioni                 |
| R.       | Nome               | a                | Modalità                 |
| -------- | ------------------ | ---------------- | ------------------------ |
| A        | Roman Pavlyuchenko | Lokomotiv Mosca  | definitivo (9 milioni €) |
| D        | Vedran Corluka     | Bayer Leverkusen | prestito                 |
| C        | Steven Pienaar     | Everton          | prestito                 |
| D        | Sébastien Bassong  | Wolverhampton    | prestito                 |
| A        | Iago Falque        | Southampton      | prestito                 |
| A        | Andros Townsend    | Watford          | prestito                 |
| D        | Adam James Smith   | Leeds Utd        | prestito                 |
| P        | David Button       | Doncaster        | prestito                 |
| A        | Simon Dawkins      | San José         | prestito                 |
| C        | Ryan Mason         | Millwall         | prestito                 |
| P        | Oscar Jansson      | Shamrock Rovers  | prestito                 |
| C        | John Bostock       | Sheffield Weds   | prestito                 |
| C        | Thomas Carroll     | Derby County     | prestito                 |
| A        | Harry Kane         | Millwall         | prestito                 |

### Operazioni successive alla chiusura della sessione invernale
| Acquisti | Acquisti        | Acquisti        | Acquisti      |
| R.       | Nome            | da              | Modalità      |
| -------- | --------------- | --------------- | ------------- |
| A        | Andros Townsend | Watford         | fine prestito |
| A        | Andros Townsend | Birmingham City | fine prestito |
| P        | David Button    | Doncaster       | fine prestito |
| P        | David Button    | Barnsley        | fine prestito |
| C        | John Bostock    | Sheffield Weds  | fine prestito |
| C        | John Bostock    | Swindon Town    | fine prestito |

| Cessioni | Cessioni        | Cessioni        | Cessioni |
| R.       | Nome            | a               | Modalità |
| -------- | --------------- | --------------- | -------- |
| A        | Andros Townsend | Birmingham City | prestito |
| P        | David Button    | Barnsley        | prestito |
| C        | John Bostock    | Swindon Town    | prestito |

## Risultati

### Campionato

#### Girone di andata
| Arbitro: | Martin Atkinson |

|                             |           |  |
| Lennon 35’ Assou-Ekotto 63’ | Marcatori |  |

| Arbitro: | Lee Probert |

|                                     |           |  |
| Welbeck 61’ Anderson 76’ Rooney 87’ | Marcatori |  |

| Arbitro: | Phil Dowd |

|            |           |                                  |
| Kaboul 68’ | Marcatori | 34’ 41’ 55’ 90’ Džeko 60’ Agüero |

| Arbitro: | P. Walton |

|  |           |                        |
|  | Marcatori | 67’ Adebayor 80’ Defoe |

| Arbitro: | Mark Jones |

|                                        |           |  |
| Modrić 7’ Defoe 66’ Adebayor 68’ 90+3’ | Marcatori |  |

| Arbitro: | J. Moss |

|           |           |                           |
| Diamé 50’ | Marcatori | 3’ van der Vaart 23’ Bale |

| Arbitro: | Mike Dean |

|                              |           |            |
| van der Vaart 40’ Walker 73’ | Marcatori | 52’ Ramsey |

| Arbitro: | Lee Probert |

|                   |           |                                    |
| Ba 48’ Ameobi 86’ | Marcatori | 40’ (rig.) van der Vaart 68’ Defoe |

| Arbitro: | Stuart Attwell |

|             |           |                       |
| Formica 28’ | Marcatori | 15’ 53’ van der Vaart |

| Arbitro: | Howard Webb |

|                                |           |              |
| Bale 20’ 72’ van der Vaart 33’ | Marcatori | 62’ Bothroyd |

| Arbitro: | Peter Walton |

|                   |           |                                           |
| Kaboul 57’ (aut.) | Marcatori | 10’ (aut.) Baird 45+1’ Lennon 90+5’ Defoe |

| Arbitro: | Mark Halsey |

|                  |           |  |
| Adebayor 14’ 40’ | Marcatori |  |

| Arbitro: | Lee Probert |

|             |           |                              |
| Mulumbu 10’ | Marcatori | Adebayor 26’ 90+3’ Defoe 81’ |

| Arbitro: | Stuart Attwell |

|                              |           |  |
| Bale 7’ Lennon 50’ Defoe 60’ | Marcatori |  |

| Arbitro: | Chris Foy |

|                     |           |              |
| Etherington 13’ 43’ | Marcatori | Adebayor 62’ |

| Arbitro: | Mike Dean |

|                  |           |  |
| Pavlyuchenko 61’ | Marcatori |  |

| Arbitro: | Howard Webb |

|             |           |               |
| Adebayor 8’ | Marcatori | Sturridge 23’ |

| Arbitro: | Michael Oliver |

|  |           |              |
|  | Marcatori | Bale 55’ 67’ |

| Arbitro: | Phil Dowd |

|              |           |                   |
| Sinclair 84’ | Marcatori | van der Vaart 44’ |

#### Girone di ritorno
| Arbitro: | Mark Halsey |

|           |           |  |
| Defoe 63’ | Marcatori |  |

| Arbitro: | Mike Jones |

|            |           |              |
| Modrić 51’ | Marcatori | Fletcher 22’ |

| Arbitro: | Howard Webb |

|                                       |           |                    |
| Nasri 56’ Lescott 59’ Balotelli 90+5’ | Marcatori | Defoe 60’ Bale 65’ |

| Arbitro: | Lee Probert |

|                                |           |              |
| Gareth Bale 29’ 64’ Modrić 34’ | Marcatori | McArthur 80’ |

| Liverpool 6 febbraio 2012, ore 20:45 WET 24ª giornata | Liverpool      | 0 – 0 referto | Tottenham | Anfield (44.461 spett.)\| Arbitro: \| Michael Oliver \| |
| Arbitro:                                              | Michael Oliver |               |           |                                                         |

| Arbitro: | Andre Marriner |

|                                                       |           |  |
| Assou-Ekotto 4’ Saha 6’ 20’ Kranjcar 34’ Adebayor 64’ | Marcatori |  |

| Arbitro: | Mike Dean |

|                                                      |           |                      |
| Sagna 40’ van Persie 43’ Rosický 51’ Walcott 65’ 68’ | Marcatori | Saha 3’ Adebayor 34’ |

| Arbitro: | Martin Atkinson |

|           |           |                          |
| Defoe 87’ | Marcatori | Rooney 45’ Young 60’ 69’ |

| Arbitro: | Mark Halsey |

|             |           |  |
| Jelavić 22’ | Marcatori |  |

| Arbitro: | Mike Jones |

|                     |           |            |
| van der Vaart 90+3’ | Marcatori | Jerome 75’ |

| Londra 24 marzo 2012, ore 13:45 WET 30ª giornata | Chelsea         | 0 – 0 referto | Tottenham | Stamford Bridge (41.830 spett.)\| Arbitro: \| Martin Atkinson \| |
| Arbitro:                                         | Martin Atkinson |               |           |                                                                  |

| Arbitro: | Andre Marriner |

|                                    |           |                |
| van der Vaart 19’ Adebayor 73’ 86’ | Marcatori | Sigurðsson 59’ |

| Sunderland 7 aprile 2012, ore 13:45 WEST 32ª giornata | Sunderland | 0 – 0 referto | Tottenham | Stadium of Light (39.335 spett.)\| Arbitro: \| Chris Foy \| |
| Arbitro:                                              | Chris Foy  |               |           |                                                             |

| Arbitro: | Michael Oliver |

|           |           |                            |
| Defoe 33’ | Marcatori | Pilkington 13’ Bennett 66’ |

| Arbitro: | Mark Clattenburg |

|             |           |  |
| Taarabt 24’ | Marcatori |  |

| Arbitro: | Mike Jones |

|                              |           |  |
| van der Vaart 22’ Walker 75’ | Marcatori |  |

| Arbitro: | Mike Dean |

|               |           |                                               |
| Reo-Coker 51’ | Marcatori | Modrić 37’ van der Vaart 60’ Adebayor 62’ 69’ |

| Arbitro: | Lee Probert |

|           |           |              |
| Clark 35’ | Marcatori | Adebayor 61’ |

| Arbitro: | Phil Dowd |

|                       |           |  |
| Adebayor 2’ Defoe 63’ | Marcatori |  |

### FA Cup
| Arbitro: | Lee Mason |

|                                           |           |  |
| Defoe 24’ Pavlyuchenko 43’ dos Santos 87’ | Marcatori |  |

| Arbitro: | Chris Foy |

|  |           |                   |
|  | Marcatori | van der Vaart 42’ |

| Stevenage 19 febbraio 2012, ore 15:00 WET | Stevenage | 0 – 0 referto | Tottenham | Broadhall Way (6.332 spett.)\| Arbitro: \| Phil Dowd \| |
| Arbitro:                                  | Phil Dowd |               |           |                                                         |

| Arbitro: | Michael Oliver |

|                            |           |          |
| Defoe 26’ 75’ Adebayor 55’ | Marcatori | Byrom 4’ |

| Arbitro: | Howard Webb |

|                                |           |            |
| Nelsen 74’ Bale 77’ Saha 90+4’ | Marcatori | Davies 90’ |

| Arbitro: | Howard Webb |

|          |           |                                                           |
| Bale 56’ | Marcatori | Drogba 43’ Mata 49’ Ramires 77’ Lampard 81’ Malouda 90+4’ |

### Football League Cup
| Arbitro: | Lee Probert |

|                                                                |                      |                                                                     |
| Walters Pennant Whelan Wilson Crouch Etherington Upson Shotton | Tiri di rigore 7 – 6 | Defoe Pavlyuchenko Townsend Ćorluka Kaboul Livermore Carroll Luongo |

### UEFA Europa League

#### Play-Off
| Arbitro: | Tagliavento |

|  |           |                                                              |
|  | Marcatori | 5’ van der Vaart 13’ Defoe 28’ Livermore 63’ Bale 78’ Lennon |

| Londra 25 agosto 2011, ore 20 BST | Tottenham | 0 – 0 referto | Hearts | White Hart Lane (32.590 spett.)\| Arbitro: \| Kakos \| |
| Arbitro:                          | Kakos     |               |        |                                                        |

#### Fase a gironi
| Salonicco 15 settembre 2011, ore 20 UTC+3 | PAOK  | 0 – 0 referto | Tottenham | Stadio Toumba (24.285 spett.)\| Arbitro: \| Mažić \| |
| Arbitro:                                  | Mažić |               |           |                                                      |

| Arbitro: | Mažeika |

|                                       |           |          |
| Pavljučenko 60’ Defoe 61’ Giovani 65’ | Marcatori | 51’ Rice |

| Arbitro: | de Sousa |

|                 |           |  |
| Pavljučenko 33’ | Marcatori |  |

| Arbitro: | Meyer |

|            |           |  |
| Natkho 56’ | Marcatori |  |

| Arbitro: | Nijhuis |

|                   |           |                                 |
| Modrić 38’ (rig.) | Marcatori | 6’ Salpingidis 13’ Athanasiadis |

| Arbitro: | Studer |

|  |           |                                               |
|  | Marcatori | 29’ Pienaar 38’ Townsend 45’ Defoe 90+1’ Kane |

## Statistiche

### Statistiche dei giocatori
| Giocatore        | Premier League | Premier League | Premier League | Premier League | FA Cup   | FA Cup | FA Cup      | FA Cup     | League Cup | League Cup | League Cup  | League Cup | Europa League | Europa League | Europa League | Europa League | Totale   | Totale | Totale      | Totale     |
| Giocatore        | Presenze       | Reti           | Ammonizioni    | Espulsioni     | Presenze | Reti   | Ammonizioni | Espulsioni | Presenze   | Reti       | Ammonizioni | Espulsioni | Presenze      | Reti          | Ammonizioni   | Espulsioni    | Presenze | Reti   | Ammonizioni | Espulsioni |
| ---------------- | -------------- | -------------- | -------------- | -------------- | -------- | ------ | ----------- | ---------- | ---------- | ---------- | ----------- | ---------- | ------------- | ------------- | ------------- | ------------- | -------- | ------ | ----------- | ---------- |
| E. Adebayor      | 33             | 17             | 3              | 0              | 4        | 1      | 1           | 0          | 0          | 0          | 0           | 0          | 0             | 0             | 0             | 0             | 37       | 18     | 4           | 0          |
| B. Assou-Ekotto  | 34             | 2              | 6              | 0              | 2        | 0      | 0           | 0          | 1          | 0          | 0           | 0          | 3             | 0             | 0             | 0             | 40       | 2      | 6           | 0          |
| G. Bale          | 36             | 9              | 3              | 0              | 4        | 2      | 0           | 0          | 0          | 0          | 0           | 0          | 2             | 1             | 0             | 0             | 42       | 12     | 3           | 0          |
| S. Bassong       | 5              | 0              | 0              | 0              | 1        | 0      | 0           | 0          | 1          | 0          | 0           | 0          | 6             | 0             | 1             | 0             | 13       | 0      | 1           | 0          |
| J. Bostock       | 0              | 0              | 0              | 0              | 1        | 0      | 0           | 0          | 0          | 0          | 0           | 0          | 0             | 0             | 0             | 0             | 1        | 0      | 0           | 0          |
| T. Carroll       | 0              | 0              | 0              | 0              | 1        | 0      | 0           | 0          | 1          | 0          | 0           | 0          | 5             | 0             | 1             | 0             | 7        | 0      | 1           | 0          |
| V. Ćorluka       | 3              | 0              | 0              | 0              | 0        | 0      | 0           | 0          | 1          | 0          | 0           | 0          | 4             | 0             | 1             | 0             | 8        | 0      | 1           | 0          |
| P. Crouch        | 1              | 0              | 0              | 0              | 0        | 0      | 0           | 0          | 0          | 0          | 0           | 0          | 0             | 0             | 0             | 0             | 1        | 0      | 0           | 0          |
| C. Cudicini      | 0              | 0              | 0              | 0              | 6        | -7     | 0           | 0          | 0          | 0          | 0           | 0          | 5             | -2            | 1             | 0             | 11       | -9     | 1           | 0          |
| M. Dawson        | 7              | 0              | 1              | 0              | 4        | 0      | 1           | 0          | 0          | 0          | 0           | 0          | 2             | 0             | 0             | 0             | 13       | 0      | 2           | 0          |
| J. Defoe         | 25             | 11             | 2              | 0              | 6        | 3      | 0           | 0          | 1          | 0          | 0           | 0          | 6             | 3             | 1             | 0             | 38       | 17     | 3           | 0          |
| G. dos Santos    | 7              | 0              | 0              | 0              | 1        | 1      | 0           | 0          | 1          | 0          | 0           | 0          | 4             | 1             | 1             | 0             | 13       | 2      | 1           | 0          |
| I. Falque        | 0              | 0              | 0              | 0              | 1        | 0      | 0           | 0          | 0          | 0          | 0           | 0          | 5             | 0             | 0             | 0             | 6        | 0      | 0           | 0          |
| R. Fredericks    | 0              | 0              | 0              | 0              | 0        | 0      | 0           | 0          | 0          | 0          | 0           | 0          | 3             | 0             | 0             | 0             | 3        | 0      | 0           | 0          |
| B. Friedel       | 38             | -41            | 0              | 0              | 0        | 0      | 0           | 0          | 0          | 0          | 0           | 0          | 0             | 0             | 0             | 0             | 38       | -41    | 0           | 0          |
| W. Gallas        | 15             | 0              | 1              | 0              | 1        | 0      | 1           | 0          | 0          | 0          | 0           | 0          | 2             | 0             | 0             | 0             | 18       | 0      | 2           | 0          |
| H. Gomes         | 0              | 0              | 0              | 0              | 0        | 0      | 0           | 0          | 1          | 0          | 0           | 0          | 3             | -2            | 0             | 0             | 4        | -2     | 0           | 0          |
| T. Huddlestone   | 2              | 0              | 0              | 0              | 0        | 0      | 0           | 0          | 0          | 0          | 0           | 0          | 2             | 0             | 0             | 0             | 4        | 0      | 0           | 0          |
| Y. Kaboul        | 33             | 1              | 3              | 1              | 3        | 0      | 0           | 0          | 1          | 0          | 0           | 0          | 4             | 0             | 1             | 0             | 41       | 1      | 4           | 1          |
| H. Kane          | 0              | 0              | 0              | 0              | 0        | 0      | 0           | 0          | 0          | 0          | 0           | 0          | 6             | 1             | 1             | 0             | 6        | 1      | 1           | 0          |
| L. King          | 21             | 0              | 0              | 0              | 2        | 0      | 0           | 0          | 0          | 0          | 0           | 0          | 0             | 0             | 0             | 0             | 23       | 0      | 0           | 0          |
| N. Kranjčar      | 12             | 1              | 0              | 0              | 3        | 0      | 0           | 0          | 0          | 0          | 0           | 0          | 3             | 0             | 1             | 0             | 18       | 1      | 1           | 0          |
| C. Lancaster     | 1              | 0              | 0              | 0              | 0        | 0      | 0           | 0          | 0          | 0          | 0           | 0          | 0             | 0             | 0             | 0             | 1        | 0      | 0           | 0          |
| A. Lennon        | 23             | 3              | 1              | 0              | 5        | 0      | 0           | 0          | 0          | 0          | 0           | 0          | 4             | 1             | 0             | 0             | 32       | 4      | 1           | 0          |
| J. Livermore     | 24             | 0              | 1              | 0              | 5        | 0      | 0           | 0          | 1          | 0          | 1           | 0          | 8             | 1             | 0             | 0             | 38       | 1      | 2           | 0          |
| M. Luongo        | 0              | 0              | 0              | 0              | 0        | 0      | 0           | 0          | 1          | 0          | 0           | 0          | 0             | 0             | 0             | 0             | 1        | 0      | 0           | 0          |
| L. Modrić        | 36             | 4              | 2              | 0              | 3        | 0      | 0           | 0          | 0          | 0          | 0           | 0          | 2             | 1             | 0             | 0             | 41       | 5      | 2           | 0          |
| R. Nelsen        | 5              | 0              | 0              | 0              | 3        | 1      | 0           | 0          | 0          | 0          | 0           | 0          | 0             | 0             | 0             | 0             | 8        | 1      | 0           | 0          |
| J. Nicholson     | 0              | 0              | 0              | 0              | 0        | 0      | 0           | 0          | 0          | 0          | 0           | 0          | 1             | 0             | 0             | 0             | 1        | 0      | 0           | 0          |
| S. Parker        | 29             | 0              | 8              | 1              | 5        | 0      | 1           | 0          | 0          | 0          | 0           | 0          | 0             | 0             | 0             | 0             | 34       | 0      | 9           | 1          |
| D. Parrett       | 0              | 0              | 0              | 0              | 0        | 0      | 0           | 0          | 0          | 0          | 0           | 0          | 2             | 0             | 0             | 0             | 2        | 0      | 0           | 0          |
| R. Pavljučenko   | 5              | 1              | 0              | 0              | 2        | 1      | 0           | 0          | 1          | 0          | 0           | 0          | 6             | 2             | 1             | 0             | 14       | 4      | 1           | 0          |
| S. Pienaar       | 2              | 0              | 0              | 0              | 2        | 0      | 0           | 0          | 0          | 0          | 0           | 0          | 3             | 1             | 1             | 0             | 7        | 1      | 1           | 0          |
| D. Rose          | 11             | 0              | 1              | 1              | 5        | 0      | 0           | 0          | 0          | 0          | 0           | 0          | 4             | 0             | 0             | 0             | 20       | 0      | 1           | 1          |
| L. Saha          | 10             | 3              | 0              | 0              | 2        | 1      | 0           | 0          | 0          | 0          | 0           | 0          | 0             | 0             | 0             | 0             | 12       | 4      | 0           | 0          |
| Sandro           | 23             | 0              | 6              | 0              | 1        | 0      | 0           | 0          | 1          | 0          | 0           | 0          | 2             | 0             | 0             | 0             | 27       | 0      | 6           | 0          |
| A. Smith         | 1              | 0              | 0              | 0              | 0        | 0      | 0           | 0          | 0          | 0          | 0           | 0          | 0             | 0             | 0             | 0             | 1        | 0      | 0           | 0          |
| A. Townsend      | 0              | 0              | 0              | 0              | 0        | 0      | 0           | 0          | 1          | 0          | 0           | 0          | 6             | 1             | 1             | 0             | 7        | 1      | 1           | 0          |
| R. van der Vaart | 33             | 11             | 3              | 0              | 4        | 1      | 0           | 0          | 1          | 0          | 0           | 0          | 1             | 1             | 0             | 0             | 39       | 13     | 3           | 0          |
| K. Walker        | 37             | 2              | 4              | 0              | 5        | 0      | 0           | 0          | 0          | 0          | 0           | 0          | 5             | 0             | 0             | 0             | 47       | 2      | 4           | 0          |